# Steven Rooke
Steven Rooke es un actor australiano.

## Educación
Rooke se graduó del Noosa District State High School en 1996, y recibió un bachillerato en Artes en la Queensland University of Technology en 2000.

## Carrera
Rooke se unió a la compañía de teatro Shake and Stir como instructor de Masterclass.

## Premios
2009 Matilda Awards Ganador-Mejor Actor en un papel peotagonista
2010 Matilda Awards Nominado-Mejor Actor en un papel secundario
2011 Matilda Awards Ganador-  por su trabajo en m 2011 incluyendo No Man's Land, Julio Cesar y The Removalists
2011 Matilda Awards Ganador-Mejor Actor en un papel secundario
2012 Matilda Awards Nominado- Mejor Actor en un papel protagonista
2014 Matilda Awards Nominado-Mejor Actor en un papel protagonista

## Películas[4][1]
| Año  | Título                                                   | Papel     |
| ---- | -------------------------------------------------------- | --------- |
| 2002 | Blurred                                                  | Rodney    |
| 2006 | Footy Legends                                            | Terry     |
| 2009 | Quiet : You'll Wake up the War(Cortometraje)             | Jake      |
| 2010 | Las crónicas de Narnia: La travesía del viajero del alba | Fauno     |
| 2017 | Mr Brisbane'(Cortometraje)'                              | Petruchio |

## Televisión[4][1]
| Año       | Título                              | Papel                                  |
| --------- | ----------------------------------- | -------------------------------------- |
| 2001      | All Saints (Serie, 1 Episodio)      | Gordon Williams                        |
| 2001      | BeastMaster (Serie) (1 Ep.)         | Mechanic Podo Man                      |
| 2001      | Home and Away (Serie) (5 Episodios) | Miles Alcott                           |
| 2002-2003 | Always Greener (16 episodios)       | Nick Greenhill                         |
| 2012      | Commercials                         | TAB, RAMS, Tooheys                     |
| 2014      | Shapelle (Película de televisión)   | Journo Aus 4                           |
| 2016      | Wanted (Serie) (2 episodios)        | Jackson Delaney                        |
| 2016      | Hoges (Miniserie de televisión)     | Instructor de gimnasio (No acreditado) |
| 2017      | Commercial                          | Qld Govt Road Safety                   |

## Teatro[5][1]
| Año                    | Título                         | Lugar                              |
| ---------------------- | ------------------------------ | ---------------------------------- |
| 1999                   | A Handful of Stars             | QUT                                |
| 2000                   | They Shoot Horses Don't They   | QUT                                |
| 2000                   | The Mill on the Floss          | QUT                                |
| 2000                   | Spurboard                      | QUT                                |
| 2002 (9 Apr-4 May)     | 48 Shades of Brown             | La Boite                           |
| 2006                   | Australian THeatre of the Deaf | School Tour                        |
| 2008 (26 Nov-6 Dec)    | Anatomy Titus Fall of Rome     | Merlyn Theatre, Southbank, VIC     |
| 2009 (18 Mar-4 Apr)    | The Pillowman                  | Sue Benner Theatre, Brisbane, QLD  |
| 2009 (13-22 May)       | The Exception and the Rule     | Bille Brown Studio, Brisbane       |
| 2010 (31 May-26 Jun)   | Fat Pig                        | Bille Brown Studio, Brisbane       |
| 2011 (12 Feb - 20 Mar) | Julius Caesar                  | Roundhouse Theatre, Kelvin Grove   |
| 2011 (21 Jul-6 Aug)    | The Removalist                 | Bille Brown Studio, Brisbane       |
| 2011 (19 Sep-22 Oct)   | No Man's Land                  | Bille Brown Studio, Brisbane       |
| 2011 (28 Oct-11 Dec)   | No Man's Land                  | Drama Theatre (Sydney Opera House) |
| 2012 (15 Sep-20 Oct)   | Kelly                          | Cremorne Theatre, South Brisbane   |
| 2013 (18-28 July)      | 1001 Nights                    | The Greenhouse, South Brisbane,    |
| 2014 (22 Mar-13 Apr)   | Macbeth                        | Playhouse, South Bank              |
| 2014 (19 Jul-16 Aug)   | Gloria                         | Bille Brown Studio, Brisbane       |
| 2014 (25 Oct-9 Nov)    | Gasp                           | Heath Ledger Theatre, Northbridge  |
| 2014 (17 Nov-7 Dec)    | Gasp                           | Playhouse, South Bank              |
| 2015 (12 May)          | Kelly                          | Gasworks Arts Park, Albert Park    |
| 2015 (22 Oct-8 Nov)    | The Odd Couple                 | Playhouse, South Bank              |